# Campo do Adelino Rodrigues

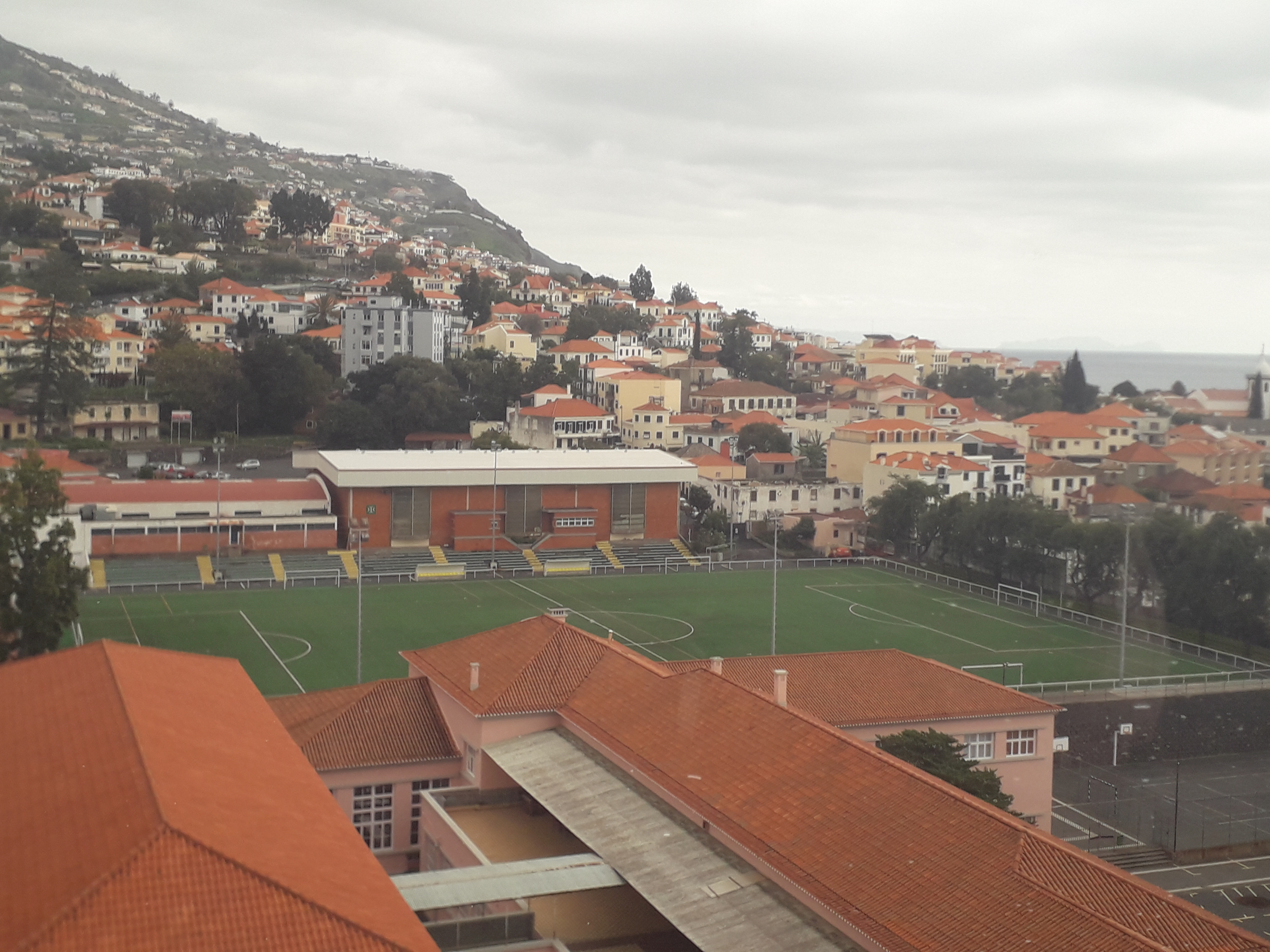
Le Campo do Adelino Rodrigues

Le Campo do Adelino Rodrigues est un stade destiné à la pratique du football, situé à Funchal, sur l'Île de Madère.
Le stade dispose d'une capacité de 3 000 places assises.

## Histoire
Le CS Marítimo ainsi que le CD Nacional évoluent dans ce stade de 1954 à 1957, pendant la reconstruction de l'Estádio dos Barreiros.
Le stade est également utilisé par l'União da Madeira (CF União), de 2008 à 2011. À la suite de la montée du club en deuxième division, l'União délaisse le stade, qui n'est pas aux normes du football professionnel, pour évoluer à l'Estádio dos Barreiros.